# Ammonieten (dieren)

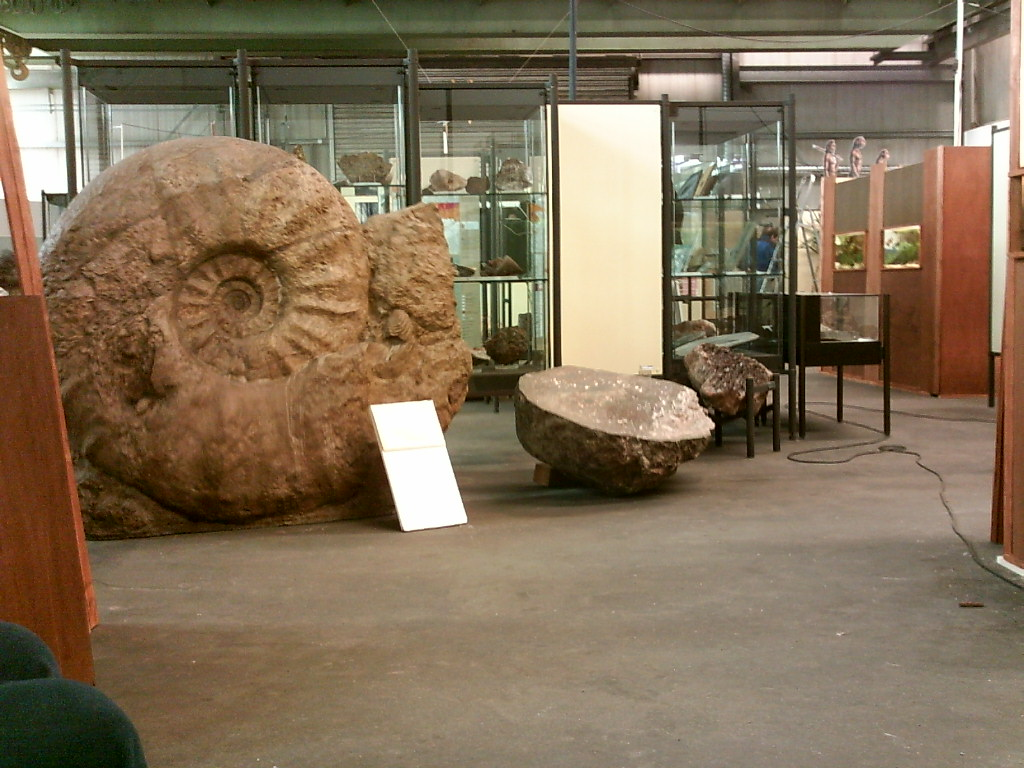
De reuzenammoniet van Seppenrade, in het museum te Münster

Ammonieten (Ammonoidea) zijn een uitgestorven onderklasse van de inktvissen (Cephalopoda). Het waren zeedieren die wereldwijd in groten getale voorkwamen in het laat-Paleozoïcum en gedurende het gehele Mesozoïcum. Ze worden als fossiel teruggevonden.

## Beschrijving
Ammonieten hadden een vlakke spiraalvormige schelp die opgebouwd was uit verschillende kamers. Telkens als het dier te groot werd voor zijn kamer werd een nieuwe grotere buitenste kamer gevormd. In deze buitenste kamer leefde het dier, dat de andere lege kamers onder meer gebruikte als middel om verticaal te bewegen. De ammoniet scheidde gas uit in deze kamers om zo de stijgkracht op de schelp te regelen.
Ammonieten kwamen voor in honderden soorten en variëteiten. Zij hebben nagenoeg alle ditzelfde grondplan: een vlakke spiraalvormige schelp. Er bestaan toch enkele uitzonderingen: enkele heteromorfe soorten die geen spiraalvormige schelp hebben.
De grootte van de ammonieten varieert van minder dan een centimeter tot meer dan 2,5 meter doorsnede.
De naaste levende verwanten zijn de Nautilidae (nautilussen).

## Naam
De naam is afkomstig van de Egyptische god Amon, die afgebeeld werd als een man met het hoofd van een ram. Ammonieten lijken op de opgekrulde ramshorens waarmee Amon werd voorgesteld.
Bij de Romeinse auteur Plinius de Oudere vinden we beschrijvingen terug van fossielen van deze dieren die hij "ammonis cornu" (hoorn van Ammon) noemde.

## Voorkomen
Ammonieten verschenen voor het eerst in het laat-Siluur, overleefden de Perm-Trias-extinctie met opvallend weinig soorten en kwamen tot een echte bloei gedurende het Mesozoïcum. Aan het einde van deze periode (65 miljoen jaar geleden) stierven de meeste ammonieten uit, net zoals de dinosauriërs. Fossielen uit Nederland en Denemarken lijken echter aan te tonen dat de laatste ammonieten nog tot in de oudste lagen van het Paleoceen voorkwamen. Het jongst bekende fossiel van een ammoniet komt uit Denemarken en behoort toe aan Hoploscaphites constrictus, die nog tot ongeveer 65,3 miljoen jaar geleden voorkwam, zo'n 0,2 tot 0,65 miljoen jaar na het massale uitsterven, en mogelijk zelfs nog een half miljoen jaar langer. Deze kleine populaties waren echter niet genoeg om de laatste ammonieten van de ondergang te redden.
Men denkt dat de ammonieten door hun voortplantingsstrategie uitstierven. De jongen maakten deel uit van het plankton dat aan het zeeoppervlak dreef. Zure regen en verduistering van de zon door stofwolken zorgden waarschijnlijk voor slechte condities voor de eitjes en de jongen om zich te ontwikkelen.

## Indeling

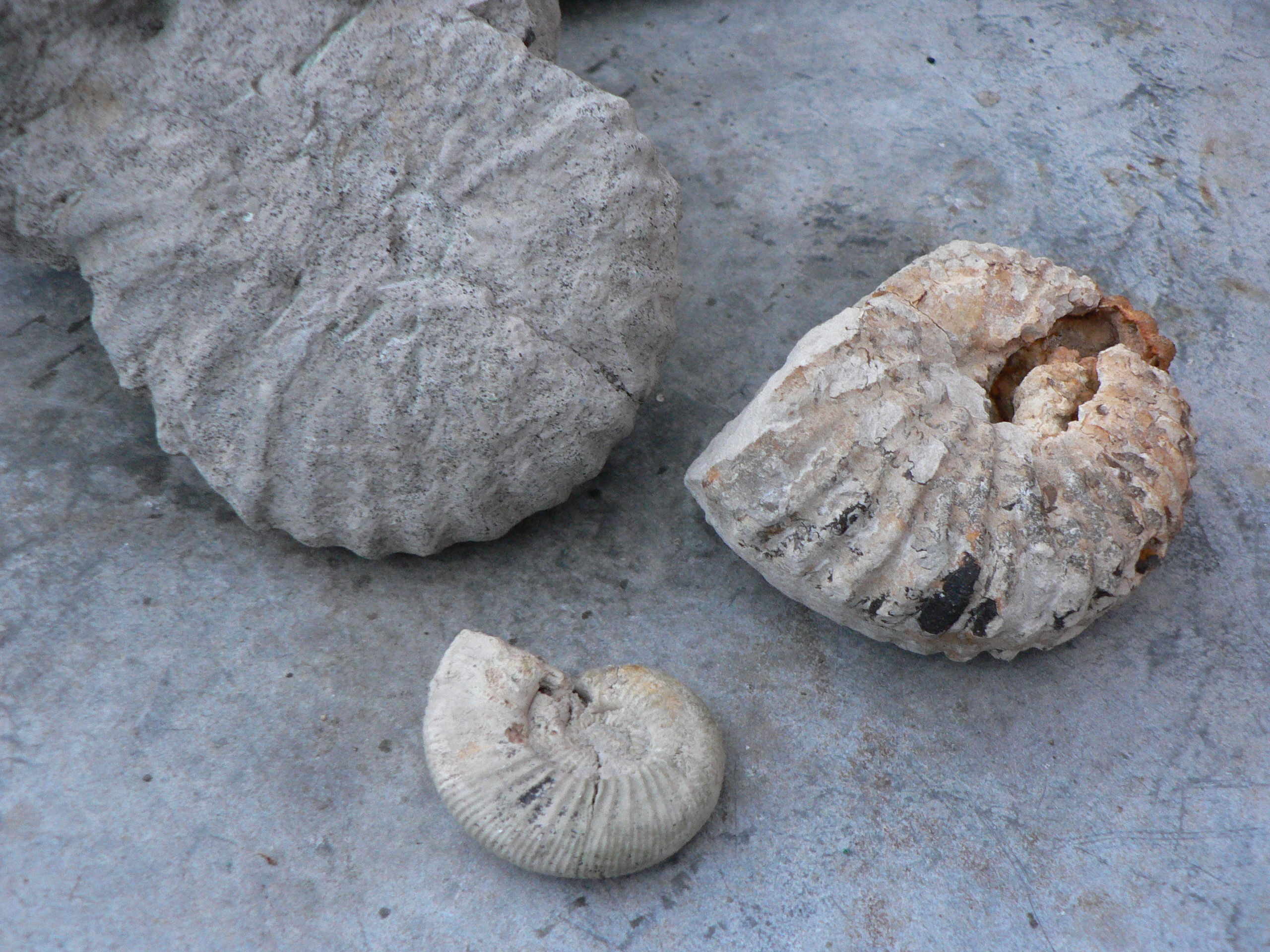
Ammonieten

De classificatie is gebaseerd op de details en structuur van hun schelp. De ammonieten zijn onderverdeeld in drie ordes en acht subordes.
- Ordes:
  - Goniatida (Devoon tot Perm)
  - Ceratida (Carboon tot Trias)
  - Ammonitida (Perm tot Krijt)
- Subordes:
  - Ancyloceratina (Laat-Jura tot Laat-Krijt) (heteromorfe ammonieten)
  - Anarcestina (enkel Devoon)
  - Clymeniina (enkel Laat-Devoon)
  - Goniatitina (Devoon tot Laat-Perm)
  - Prolecanitina (Laat-Devoon tot Laat-Trias)
  - Ceratitina (Perm tot Trias)
  - Phylloceratina (Vroeg-Trias tot Laat-Krijt)
  - Lytoceratina (Vroeg-Jura tot Laat-Krijt)
  - Ammonitina (Vroeg-Jura tot Laat-Krijt)

## Geologisch belang

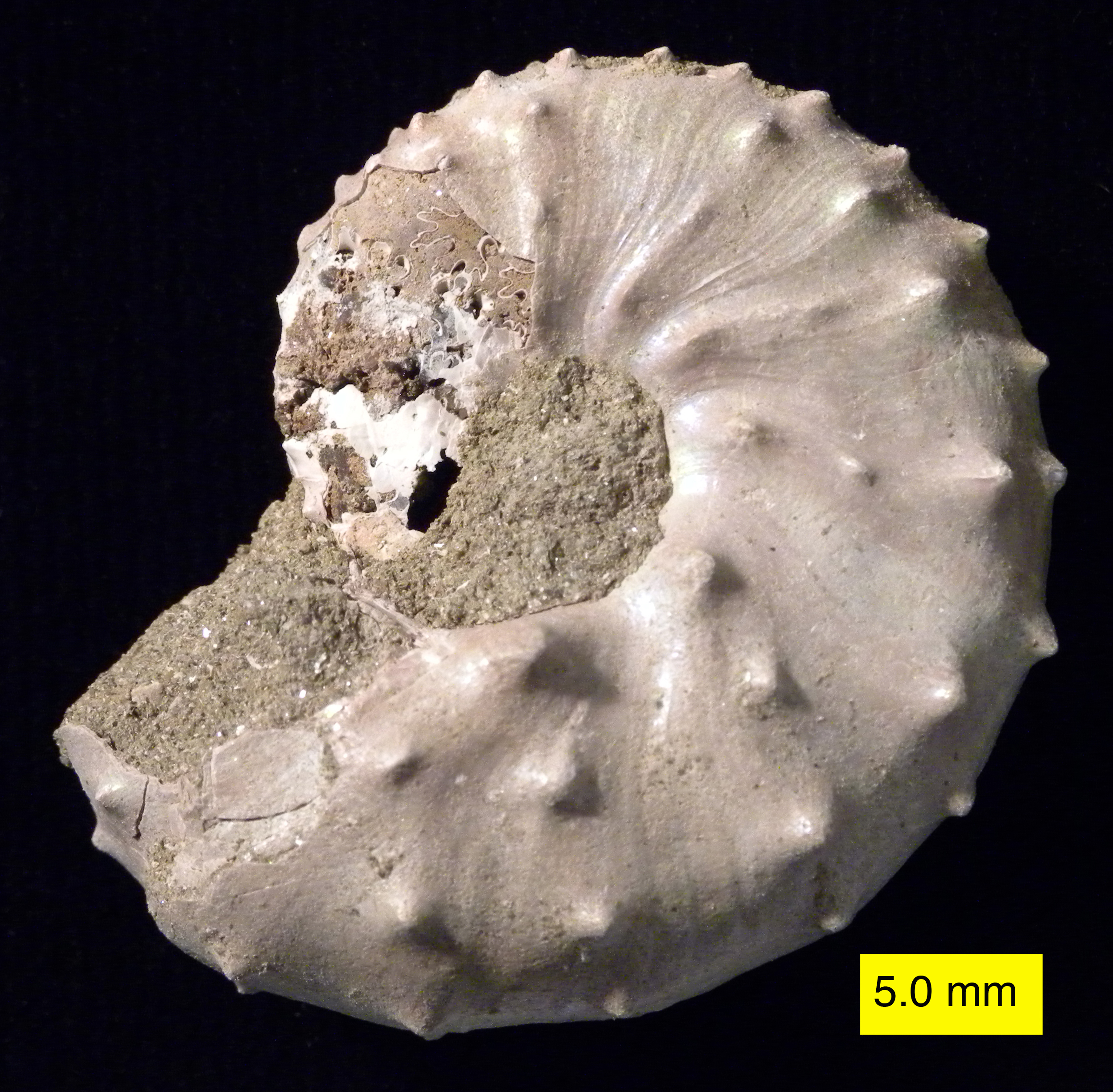
Ammoniet uit het Laat-Krijt

Aangezien ammonieten in alle wereldzeeën voorkwamen, de schelp veelal goed en op grote schaal gefossiliseerd is en nieuwe soorten op geologische tijdschaal gezien snel ontstonden en zich verspreidden, zijn ammonieten uitermate geschikt als gidsfossielen.
Geologen en paleontologen gebruiken ammonieten vaak in de stratigrafie. Lagen die wereldwijd teruggevonden worden kunnen zo met elkaar gelinkt worden en tegenover elkaar gesitueerd worden. Vele indelingen in de geologische tijdsschaal zijn gemaakt aan de hand van het voorkomen van bepaalde ammonietsoorten.

## Hindoeïsme
Zwarte ammonieten worden bij de verering van Vishnoe gebruikt als symbool voor deze godheid en Saligrama genoemd.